# Sabrata
Sabrata, Sabratah ili Siburata (arapski: صبراتة‎) je bila najzapadniji od tri grada Rimskog Carstva koji su se zajedno zvali Tripolitanija. Nalazi se na afričkoj obali Sredozemlja, u sjeverozapadnom kutu današnje Libije, oko 65 km zapadno od Tripolija (antička Oea). Upisan je 1982. godine UNESCO-ov popis mjesta svjetske baštine u Africi zbog izvanredno sačuvanih rimskih spomenika od kojih je i jedina sačuvana scena jednog rimskog kazališta. Sabrata je upisana i na popis ugroženih mjesta svjetske baštine zbog Libijskog građanskog rata, prisutstva naoružanih skupina, već načinjene i mogućih budućih oštećenja lokaliteta

## Povijest
Sabartu su vjerojatno osnovali Feničani oko 500. pr. Kr. kao trgovački postaju s lukom koja je opsluživala afričko zaleđe. Feničani su mu dali libijsko-berbersko ime Sbrt'n, što navodi na zaključak kako je na ovom mjestu bilo još starije naselje domorodaca.
Sabrata je postala dio kratkotrajnog numidskog kraljevstva Masinisa prije no što je romanizirana u 2., i obnovljena u 3. stoljeću. Sabrata je doživjela vrhunac za vladavine Septimija Severa koji je rođen u obližnjoj Leptis Magni. Luka iz Sabrate je opsluživala Rim robama iz središnje Afrike do koje je dolazila preko grada Cydamusa (današnji Gadames).
Grad je strašno stradao u potresima u 4. stoljeću od kojih je najgori bio onaj iz 365. godne. Bizantski upravitelji su ga obnovili, ali dosta skromnije. Vandali su opustošili Sabratu i srušili joj zidine 455. godine. U nekoliko stotinu godina nakon arapskog osvajanja magreba trgovina se premjestila u druge pomorske gradove i Sabrata je ostala samo selo.
Tijekom aktualnog Rata u Libiji, Sabrata je isprva bila u rukama pobunjenika, ali je od 2. ožujka 2011. ponovno u rukama pro-Gadaffijevih snaga. Generalna direktorica UNESCO-a, Irina Bokova, je pozvala obje strane da poštuju hašku Konvenciju o zaštiti kulturne baštine iz 1954. godine kako bi se zaštitili vrijedni spomenici u Libiji.

## Znamenitosti
Veličanstveno kazalište u kojem je sačuvana jedinstvena trokatna mramorna scena pozornice potječe najvjerojatnije iz vladavine cara Komoda (161. – 92.). Kazalište je imalo oko 5,000 sjedala, a prednja strana pozornice (pulpitum) je bila bogato ukrašena reljefima povijesnih, vjerskih i dramskih prizora u čijem središtu su bile uokvirene dvije božice koje su alegorijski predstavljale Rim i Sabratu.
Pored kazališta iz 3. stoljeća, Sabrata ima i brojne druge rimske spomenike poput amfiteatra koji je imao i podzemne prolaze, a tu su i Kapitolij, hramovi Liber Pater, Herkulesa, Serapisa i Izide, te Justinijanova kršćanska bazilika. Mnoge građevine i vile su bile ukrašene raskošnim podnim mozaicima, poput onih u kući Jasona Magnusa, ili u termama koje su imale pogled na morsku obalu.
U dva muzeja na lokalitetu čuvaju se iskopani spomenici poput grobnih predmeta, kovanica, porculana, feničanskih starina, rimskih skulptura i zidnih mozaika iz bizantskog razdoblja.
- Punski mauzolej Bes
- Fontana Flavija Tula u Antoninovom hramu
- Jupiterov hram
- Galerija foruma
- Krstionica bazilike

## Vanjske poveznice
- "Sabrata, Libija" Falling Rain Genomics, Inc. (engl.)
- Fotografije Sabrate